# Williamstown, New Jersey
Williamstown är en ort i Gloucester County i delstaten New Jersey, USA.